# Lekkoatletyka na Letnich Igrzyskach Olimpijskich 1928 – rzut młotem mężczyzn
Rzut młotem mężczyzn – był jedną z konkurencji lekkoatletycznych rozgrywanych podczas igrzysk olimpijskich w Amsterdamie. Zawody odbyły się w dniu 30 lipca 1928 roku na Stadionie Olimpijskim w Amsterdamie.  Wystartowało 16 zawodników z 11 krajów.

## Wyniki
Do finału awansowało sześciu zawodników z najlepszymi wynikami. W przypadku gdy zawodnik, który awansował do finału nie uzyskał lepszego wyniku niż w eliminacjach, jako rezultat końcowy przyjmowano wynik uzyskany w eliminacjach
| Pozycja | Zawodnik         | Kraj              | Kwalifikacje | Finał | Uwagi |
| ------- | ---------------- | ----------------- | ------------ | ----- | ----- |
| 1.      | Pat O’Callaghan  | Irlandia          | 47,49        | 51,39 |       |
| 2.      | Ossian Skiöld    | Szwecja           | 51,29        | 51,29 |       |
| 3.      | Edmund Black     | Stany Zjednoczone | 49,03        | 49,03 |       |
| 4.      | Armando Poggioli | Włochy            | 46,96        | 48,37 |       |
| 5.      | Donald Gwinn     | Stany Zjednoczone | 47,15        | 47,15 |       |
| 6.      | Frank Conner     | Stany Zjednoczone | 46,75        | 46,75 |       |
| 7.      | Federico Kleger  | Argentyna         | 46,61        | DNQ   |       |
| 8.      | Ricardo Bayer    | Chile             | 46,34        | DNQ   |       |
| 9.      | Erik Eriksson    | Finlandia         | 46,22        | DNQ   |       |
| 10.     | Henk Kamerbeek   | Holandia          | 46,2         | DNQ   |       |
| 11.     | Malcolm Nokes    | Wielka Brytania   | 45,37        | DNQ   |       |
| 12.     | Kenneth Caskey   | Stany Zjednoczone | 44,80        | DNQ   |       |
| 13.     | Camillo Zemi     | Włochy            | 44,47        | DNQ   |       |
| 14.     | Carl Johan Lind  | Szwecja           | 44,46        | DNQ   |       |
| 15.     | Yoshio Okita     | Japonia           | 44,41        | DNQ   |       |
| 16.     | Harald Stenerud  | Norwegia          | 41,06        | DNQ   |       |